# Résolution 465 du Conseil de sécurité des Nations unies
Membres permanents
- Chine
- États-Unis
- France
- Royaume-Uni
- URSS

Membres non permanents
- Allemagne de l'Est
- Bangladesh
- Jamaïque
- Mexico
- Niger
- Norvège
- Philippines
- Portugal
- Tunisie
- Zambie

Résolution no 464 Résolution no 466
La résolution 465 du Conseil de sécurité des Nations unies fut adoptée à l'unanimité le 1er mars 1980. Elle porte sur la question des colonies et de l'administration israéliennes dans « les territoires arabes occupés depuis 1967, y compris Jérusalem », faisant référence aux territoires palestiniens de Cisjordanie, comprenant Jérusalem-Est et la bande de Gaza, ainsi que le plateau du Golan syrien.

## Contenu
Après avoir pris note d'un rapport de la commission du Conseil de sécurité créée par la résolution 446 (1979), le Conseil a reçu et félicité son travail tout en critiquant Israël pour ne pas avoir coopéré avec elle. Le Conseil s'est dit préoccupé par la politique de colonisation israélienne dans les territoires arabes et a rappelé les résolutions 237 (de 1967), 252 (de 1968), 267 (de 1969), 271 (de 1969) et 298 (de 1971). Il a en outre demandé à l’État et au peuple d’Israël de démanteler ces colonies.
La résolution s'est poursuivie en condamnant Israël pour avoir interdit le voyage du maire d'Hébron, Fahd Qawasma, au Conseil de sécurité, lui demandant de lui permettre de se rendre au siège des Nations unies. Elle termine ensuite en demandant à la commission de continuer à enquêter sur la situation dans les territoires occupés en ce qui concerne les ressources naturelles épuisées, tout en surveillant la mise en œuvre de la résolution actuelle, et en lui demandant de faire un rapport au Conseil avant le 1er septembre 1980.
La résolution appelle tous les États «à ne fournir à Israël aucune assistance utilisable spécifiquement dans le cadre des colonies de peuplement dans les territoires occupés».

## Soutien américain
L'ambassadeur des États-Unis auprès de l'ONU, Donald McHenry, a déclaré au Conseil de sécurité immédiatement après le vote que les États-Unis considéraient la résolution comme recommandée et non contraignante. 
Le 3 mars 1980, le président Jimmy Carter a clarifié la position des États-Unis en déclarant que le démantèlement des colonies israéliennes n'était « ni approprié ni faisable » et que « Jérusalem devrait être indivise » avec son statut déterminé dans les négociations de paix. Il a ajouté que les États-Unis approuvaient le vote, étant entendu que toutes les références à Jérusalem devaient être supprimées. 
Dans une déclaration au Comité des affaires étrangères du Sénat des États-Unis le 20 mars 1980, le secrétaire d'État Cyrus Vance a accepté « l'entière responsabilité du malentendu ».